# Jasynuvata
Jasynuvata (ukrainska: Ясинувата lyssna (fil), ryska: Ясиноватая) är en stad i Donetsk oblast i sydöstra Ukraina. Staden ligger cirka 13 kilometer norr om Donetsk. Jasynuvata beräknades ha 34 144 invånare i januari 2022.
Under de proryska protesterna i Ukraina 2014 intogs staden av proryska separatister.